# منتخب كوريا الجنوبية للكريكت
منتخب كوريا الجنوبية للكريكت هو ممثل كوريا الجنوبية الرسمي في المنافسات الدولية في الكريكت
.